# Mesoperlina pecirkai
Mesoperlina pecirkai är en bäcksländeart som beskrevs av František Klapálek 1921. Mesoperlina pecirkai ingår i släktet Mesoperlina och familjen rovbäcksländor. Inga underarter finns listade i Catalogue of Life.